# Intelsat 3 F–5
Intelsat 3 F–5 amerikai távközlési műhold.

## Küldetés
Kereskedelmi kommunikációs műholdszolgáltatás biztosítása.

## Jellemzői
Gyártotta a Hughes Space and Communications Company (Amerika), üzemeltette az Intelsat SA (Nemzetközi Távközlési Műhold Szervezet). 2011 márciusában a világ legnagyobb flottájával, 52 kommunikációs műholddal rendelkezik.
Megnevezései: Intelsat 3 F–5; International Telecommunications Satellite (Intelsat 3 F–5); COSPAR:1969-064A. Kódszáma: 4051.
1969. július 26-án a Cape Canaveralról (USAF)rakétaindító bázisról, az LC–17A (LC–Launch Complex) jelű indítóállványról egy
Thor Delta M (547/D71) hordozórakétával juttatták alacsony Föld körüli pálya (LEO = Low-Earth Orbit). Az orbitális egység pályája 91 perces, 30,2 fokos hajlásszögű, elliptikus pálya perigeuma 211 kilométer, az apogeuma 433 kilométer volt.
A hordozórakéta harmadik fokozata nem tudta pályamagasságba emelni, ezért használhatatlan lett.
Formája hengeres test, magassága 1,04, átmérője 1,42 méter, tömege 39 kilogramm. Tömege 269 kilogramm. Működési idejét 3,5 évre tervezték. Működési idejét 5 évre tervezték. Forgás stabilizált műhold. 1200 telefon, telefax és 4 televíziós program átjátszására (lett volna) képes.
Az űreszköz felületét napelemek borították, éjszakai (földárnyék) energia ellátását nikkel-cink akkumulátorok biztosították. Gázfúvókái segítségével alkalmas volt pályakorrekciók végrehajtására.
1988. október 14-én 7020 nap (19,22 év) után belépett a légkörbe és megsemmisült.